# Dallas Tornado 1972
Questa pagina raccoglie i dati riguardanti il Dallas Tornado nelle competizioni ufficiali della stagione 1972.

## Stagione
Per la quarta stagione consecutiva rimane alla guida della squadra Ron Newman, con una rosa sostanzialmente invariata. 
I Tornado chiusero il torneo al secondo posto della Southern Division, alle spalle dei St. Louis Stars. Nelle semifinali incontrarono i vincitori della Northern Division, i N.Y. Cosmos, che si imposero sui Tornado aggiudicandosi l'accesso alla finale che andranno poi a vincere.
Miglior marcatore della squadra fu l'inglese Mike Renshaw.

## Organigramma societario
Area direttiva
Area tecnica
- Allenatore: Ron Newman

## Rosa
| N. |                        | Ruolo | Calciatore        |
| -- | ---------------------- | ----- | ----------------- |
| 1  | Inghilterra (bandiera) | P     | Ken Cooper        |
| 2  | Stati Uniti (bandiera) | D     | Jim Benedek       |
| 3  | Brasile (bandiera)     | D     | Oreco             |
| 4  | Inghilterra (bandiera) | D     | John Best         |
| 5  | Inghilterra (bandiera) | D     | Dick Hall         |
| 6  | Inghilterra (bandiera) | C     | Roy Turner        |
| 7  | Grecia (bandiera)      | C     | Vasilios Psifidis |
| 8  | Inghilterra (bandiera) | C     | David Carlton     |
| 9  | Brasile (bandiera)     | A     | Luiz Juracy       |
| 10 | Inghilterra (bandiera) | A     | John Robertson    |

| N.    |                           | Ruolo | Calciatore      |
| ----- | ------------------------- | ----- | --------------- |
| 11    | Inghilterra (bandiera)    | A     | Mike Renshaw    |
| 12    | non conosciuta (bandiera) | D     | Paul Mitas      |
| 12    | Irlanda (bandiera)        | A     | Damian Ferguson |
| 13/17 | Inghilterra (bandiera)    | D     | Robin Poole     |
| 14    | Inghilterra (bandiera)    | D     | Bobby Moffat    |
| 15    | Stati Uniti (bandiera)    | A     | Otey Cannon     |
| 16    | Cecoslovacchia (bandiera) | P     | Frank Hason     |
| 17    | Inghilterra (bandiera)    | A     | Ray Bloomfield  |
| 18    | Inghilterra (bandiera)    | A     | Phillip Tinney  |